# Левадное (Донецкая область)
Левадное (укр. Левадне) — село в Александровской поселковой общине Краматорского района Донецкой области Украины.

## Общие сведения
Население по переписи 2001 года составляло 265 человек. Почтовый индекс — 84012. Телефонный код — 6269.